# Бектенов, Садыбек
Садыбек Бектенов (1887, Аулиеатинский уезд, Сырдарьинская область, Туркестанский край, Российская империя — 1951, Таласский район, Джамбулская область, Казахская ССР) — старший чабан колхоза «Кзыл-Макташи» Таласского района, Джамбулская область, Казахская ССР. Герой Социалистического Труда (1948).

## Биография
Происходит из рода Шымыр племени дулат.
Родился в 1887 году в крестьянской семье в одном из сельских населённых пунктов Аулиеатинского уезда. С раннего возраста трудился в сельском хозяйстве, батрачил у богатых баев. Во время коллективизации в 1931 году вступил в сельскохозяйственную артель, в которой трудился на хлопковых полях. С 1935 года — чабан, старший чабан в колхозе «Кзыл-Макташи» Таласского района.
Одним из первых в колхозе применил искусственное осеменение. В 1947 году вырастил 546 ягнят от 420 курдючных овцематок. Средний вес ягнёнка к отбивке составил 40 килограммов. Указом Президиума Верховного Совета СССР от 23 июля 1948 года удостоен звания Героя Социалистического Труда за «получение высокой продуктивности животноводства в 1947 году» с вручением ордена Ленина и золотой медали «Серп и Молот» (№ 2485).
В последующем показывал высокие трудовые результаты. В 1948 году получил 518 ягнят от 405 курдючных овцематок. За эти выдающиеся трудовые результаты был награждён вторым Орденом Ленина.
Трудился в родном колхозе до своей кончины в 1951 году.
Награды
- Герой Социалистического Труда
- Орден Ленина — дважды (1948; 12.07.1949)